# Лянцкоронский, Николай
Николай Лянцкоронский из Бжезья (ум. 1462) — польский шляхтич (дворянин), маршалок великий коронный (1440—1462).

## Биография
Представитель польского шляхетского рода Лянцкоронских герба «Задора». Старший сын маршалка великого коронного Збигнева из Бжезья (1360—1425). Младший брат — маршалок надворный коронный Ян Лянцкоронский из Бжезья и Влодислава (ум. 1451).
В 1435—1436 годах — подстолий краковский. Также носил титулы старосты новы-корчинский и вислицкий.
Был доверенным лицом польского короля Владислава Ягелло, в 1428 году участвовал в военном походе великого князя литовского Витовта на Великий Новгород. После смерти короля Ягелло Николай Лянцкоронский присоединился к гуситскому лагерю Спытко из Мельштына, подписал в Новы-Корчине акт конфедерации под предводительством Спытко.
С 1440 года Николай Лянцкоронский занимал должность маршалка надворного коронного.

## Семья и дети
Жена — Фелиция из Лис (ум. 31 мая 1457). Их дети:
- Станислав «Маршалкович» из Бжезья и Ланцкороны (ум. 1489), маршалок надворный коронный (1479—1489)
- Ян «Маршалкович» из Бжезья и Ланцкороны (ум. после 1492), бездетен
- Ядвига, муж — Иордан из Заклижина